# Ferdinand Hamer
Ferdinandus Hubertus Hamer C.I.C.M., né le 21 août 1840 à Nimègue et mort torturé le 23 juillet 1900 à To Tsjeng en Mongolie-Intérieure, est un martyr et missionnaire néerlandais qui fut vicaire apostolique de Gansu et de Mongolie du Sud-Ouest.

## Biographie
Ferdinand Hamer est le benjamin d'une famille pieuse de huit enfants dont le père est épicier. Un de ses frères deviendra franciscain et un autre jésuite. Il suit ses études au petit séminaire de Kuilenburg puis au grand séminaire de Rijsenburg. Il est ordonné prêtre le 10 août 1864 à Utrecht. Il fait partie du premier groupe des cinq membres de la toute jeune congrégation des Scheutistes (fondée en 1862) qui arrivent en 1865 de Belgique en Mongolie-Intérieure, mais ses confrères meurent rapidement.
Le 21 juin 1878, il est nommé vicaire apostolique de Gansu et évêque in partibus de Trémitonte (de). Il est consacré le 27 octobre suivant par Mgr Bax.
Mgr Hamer est nommé par Léon XIII vicaire apostolique de Mongolie du Sud-Ouest le 15 février 1889. Il a pour devise Per te Virgo sim defensus, tirée du Stabat Mater, mais en juillet 1889 il doit rentrer pour raisons de santé aux Pays-Bas et il passe en Belgique où se trouve le siège de sa congrégation et par Rome pour sa convalescence. Un an et demi plus tard, en juin 1891, il est de retour en Mongolie.
Il parcourt son territoire, ouvre des écoles chrétiennes, qui passent de 18 à 52, fonde des postes de mission (30). Lorsque la révolte des Boxers frappe la région en 1900, il décide de rester fidèle au poste ne voulant pas abandonner ses convertis dont le nombre a doublé en dix ans. Il envoie ses prêtres et ses missionnaires dans des endroits plus sûrs et demeure dans son église de Togtho. Mais en juillet 1900, il est arrêté par la populace et livré aux bandits qui lui coupent le nez et les oreilles. Plus tard, il est enveloppé dans une tunique de coton imbibée d'huile et on le suspend par les pieds, tandis que les Boxers y mettent le feu.
Le souvenir de Mgr Hamer est demeuré vivace aux Pays-Bas jusque dans les années 1960-1970, mais ensuite la révolution des mœurs et la déchristianisation, ainsi que la fin des vocations scheutistes en Europe a estompé son souvenir et le message de sa vie.

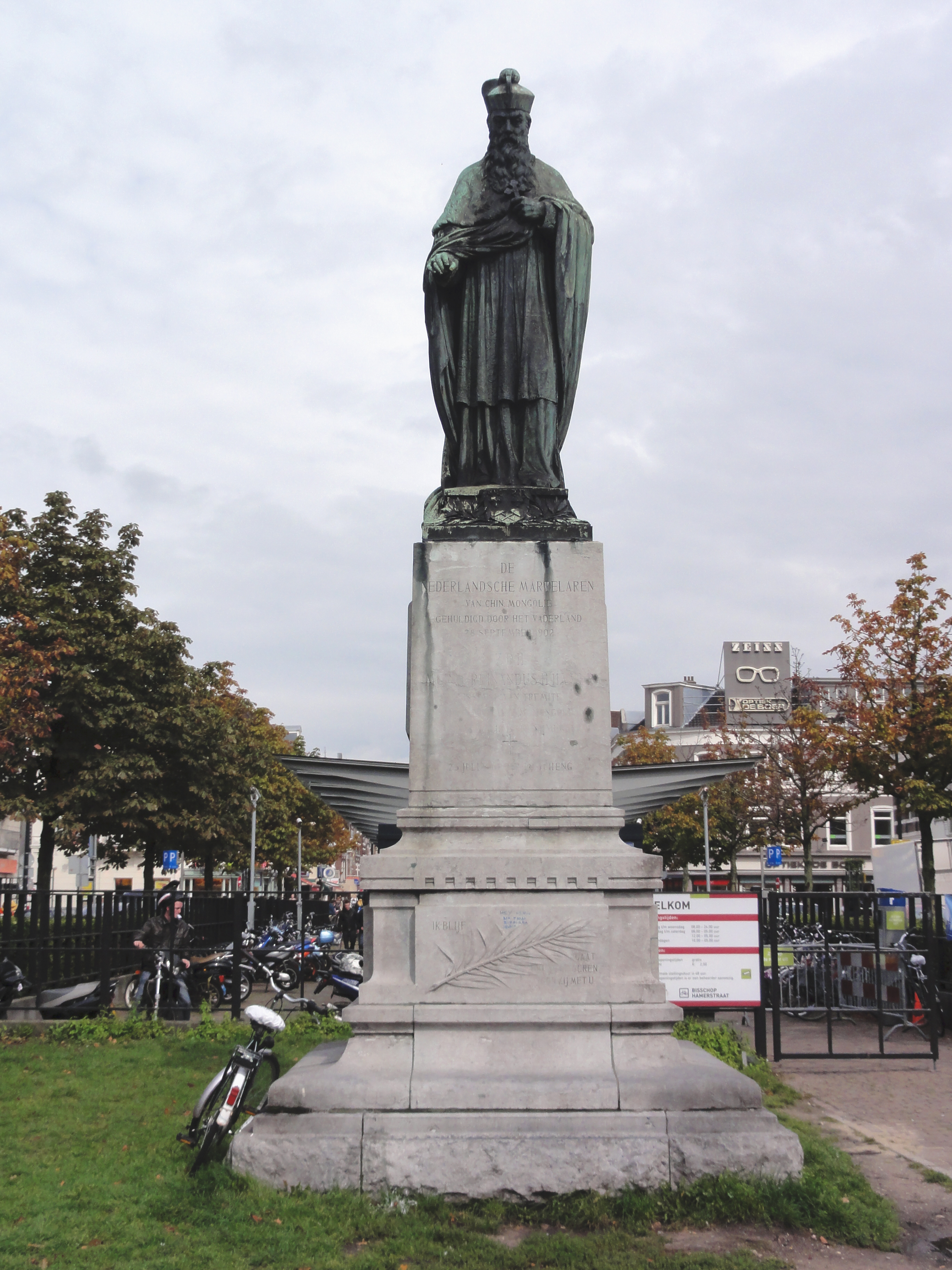
Statue de Mgr Hamer à Nimègue.

Une statue lui a été élevée à Nimègue en 1902.